# KFUM's Boldklub Roskilde
KFUM's Boldklub Roskilde er en dansk fodboldklub hjemmehørende i den sjællandske by Roskilde, hvor klubben spiller sine hjemmekampe på Lillevang. De spiller i Danmarksserien.
| Sport | Spire Denne artikel om sport er en spire som bør udbygges. Du er velkommen til at hjælpe Wikipedia ved at udvide den. |